# 浮石寺 (瑞山市)
座標: 北緯36度56分16秒 東経126度26分48秒 / 北緯36.937721度 東経126.446726度

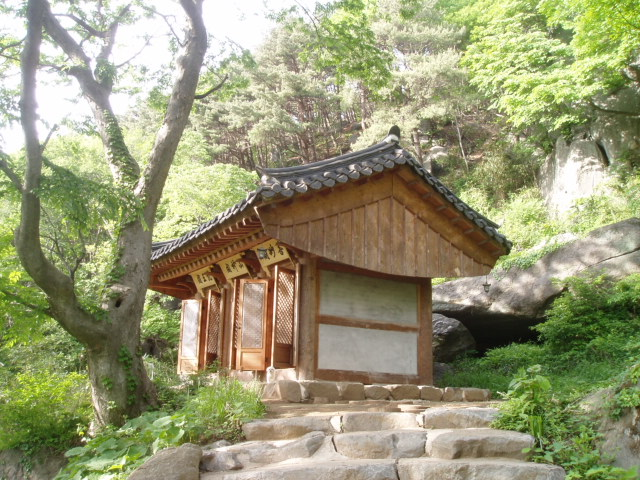
浮石寺 (瑞山市)

浮石寺（ふせきじ、부석사、プソクサ）は、大韓民国忠清南道瑞山市にある仏教寺院である。

## 経歴
曹渓宗（大韓仏教曹渓宗）の第7教区に属し、修徳寺の末寺にあたる。
現在は曹渓宗の寺だが、もともと、浮石寺は華厳宗の寺だった。
李氏朝鮮の時代、太宗による1407年（太宗7年）の仏教弾圧の際、存続を許された88寺院の中に浮石寺の名前はない。世宗による1424年（世宗6年）の仏教弾圧の際も、存続を許された36寺院の中に浮石寺の名前はなく、少なくとも15世紀初頭は廃寺だった。

## 対馬の仏像盗難問題
2012年10月に観音寺 (対馬市)の観世音菩薩坐像が韓国人窃盗団に盗まれた。のち窃盗団は韓国で逮捕され、仏像は警察に押収された。観世音菩薩坐像は像内から発見された文書に「高麗国瑞州浮石寺」「天暦三年（西暦1330年）」などの記述があった。このため浮石寺は、この仏像はもともと浮石寺にあったのを日本が略奪したのだとして、日本には返さず浮石寺に返すよう求めた。2013年2月26日に韓国の大田地裁は、日本への返還を差し止める仮処分を決定した。対馬市では、市の人口の約半数の16803人分の仏像の早期返還を求める署名が集まっている。
倭寇に略奪されたと主張しているが、根拠について浮石寺は、｢根拠を示す鑑定書は仏像を失ったときに、思い出すのが悲しいので捨てた｣という。